# قري أم الذر

## الموقع
ويقع قري أم الذر ضمن حدود محمية الإمام عبد العزيز بن محمد الملكية، ومن الناحية الإدارية تشكل اراضي حوضه جزء من محافظة رماح في المملكة العربية السعودية. وتبدأ منابع قري أم الذر شرق من جال سلسلة جبال العرمة بمسافة تقارب 4كم، وذلك عند خط طول 46.801736 درجة شرقا ودائرة عرض 25.231246 درجة شمالاً.

## قري أم الذر
يستخدم مصطلح قَرِيُّ لتسمية بعض مجاري المياه في المملكة العربية السعودية، ويعرف القري في المعجم الوسيط بأنه مجرى صغير تسيل المياه فيه من التلة إلى الروضة. وقري أم الذر هو أحد روافد وادي جريذي الجنوبية، ويصرف حوض قري أم الذر منطقة جغرافية مستطيلة وصغيرة نسبيا، تمتد من الجنوب الغربي إلى الشمال الشرقي، وتقع إلى الشمال الغربي من شعيب أم طليح أحد روافد وادي جريذي الرئيسية. ويقع قري أم الذر ضمن حدود محمية الإمام عبد العزيز بن محمد الملكية، ومن الناحية الإدارية تشكل اراضي حوضه جزء من محافظة رماح في المملكة العربية السعودية. وتبدأ منابع قري أم الذر شرق من جال سلسلة جبال العرمة بمسافة تقارب 4كم، وذلك عند خط طول 46.801736 درجة شرقا ودائرة عرض 25.231246 درجة شمالا، وتبدأ مجاريه من أرض مرتفعة نسبيا تمر فيها خطوط تقسيم المياه لأحواض التصريف المتجاورة، والتي تقع شرق حوض شعيب البويب الذي ينحدر في اتجاه معاكس نحو الجنوب الغربي ويعبر جال سلسلة جبال العرمة، وتقع أيضا شمال حوض شعيب أم طليح وجنوب حوض رافد صغير لوادي جريذي. وبشكل عام يتجه المجرى الرئيسي لقري أم الذر من الجنوب الغربي نحو الشمال الشرقي، حتى يلتقي مع وادي جريذي عند خط طول 46.843907 درجة شرقا ودائرة عرض 25.278407 درجة شمالا. ويبلغ طول مجراه الرئيسي من منبعه إلى أن يلتقي بوادي جريذي حوالي 8كم. ويظهر من صور قوقل ماب أن حوض قري أم الذر يتكون من أرض قليلة التضرس مع وجود بعض التلال خاصة في أجزائه الوسطى، وأن روافده قصيرة نسبيا، ويعطي التقاء مجاري المياه في حوضه نمطا شجريا واضحا، حيث تلتقي الفروع بزوايا حادة، ويتضح من الصور أيضا أن مجراه الرئيسي شبه مستقيم وتعرجاته خفيفة الإنحناء. كما أن الصور تبين وجود أشجار في بطنه وعلى جوانب مجراه، خاصة في الأجزاء الوسطى منه، ولكنها متباعدة في أغلب الأماكن.